# Eriocaulon ramocaulon
Eriocaulon ramocaulon är en gräsväxtart som beskrevs av Kimp. Eriocaulon ramocaulon ingår i släktet Eriocaulon och familjen Eriocaulaceae. Inga underarter finns listade i Catalogue of Life.